# Raimund Bahr
Raimund Bahr (Geburtsname Kremlicka; * 21. März 1962 in Mödling) ist ein österreichischer Kommunalpolitiker, Autor und Verleger.

## Leben

### Kindheit und Jugend
Raimund Bahr wurde als Sohn von Elfriede Kremlicka (* 1935–2021, geborene Metzner) und Robert Kremlicka (1933–2012) geboren. Der Vater war Dreher und später ÖBB-Bediensteter, die Mutter Schneiderin. Seine Kindheit und Jugend verbrachte er in Wien-Liesing, im Grenzland der drei Ortsteile Rodaun, Liesing und Mauer.
Ab 1968 besuchte er die Volksschule in Wien-Mauer (Bendagasse), danach die Hauptschule in Wien-Mauer (Bendagasse) und wechselte dann an die integrierte Gesamtschule (IGS) nach Wien-Atzgersdorf. 1976 wechselte er an das naturwissenschaftliche Oberstufenrealgymnasium in Wien-Liesing, wo er 1981 seine Abiturprüfung bestand.

### Studium und akademische Laufbahn
Er studierte Geschichte, Psychologie, Philosophie und Pädagogik und schloss das Studium in Geschichte ab. Seine Interessenfelder sind Lateinamerikanistik, nordamerikanische Ethnologie und Frauengeschichte. 1993 promovierte er zum Thema: Marie Langer: von der „institutionellen“ zur „freien“ Psychoanalyse. Danach nahm er sein Lehramtsstudium der Germanistik an der Universität Salzburg auf, das er mit einer Arbeit zum Thema: Von der Weltfremdheit des Menschen: Franz Kafka und Günther Anders abschloss.
Bahr nahm an zahlreichen Symposien und Kongressen teil, u. a. in Brüssel („Internationaler Kongreß für die Geschichte der Psychoanalyse“, 1992), Mexiko-Stadt („Deutschsprachige Immigranten und Exilierte in der Kunst und Kultur Mexicos“, 1993) und organisierte seit 1993 auch selbst solche in Wien.
Von 1999 bis zur Auflösung im Jahre 2011 leitete er das „Günther-Anders-Forum für Wissenschaft & Kunst“.
Ab 1999 war er Mitarbeiter am „Zentrum für soziale Innovation“ (ADAPT-Projekt), Leiter der „Geschichtswerkstatt Liesing“ (VHS-Liesing) sowie 2001 Projektmanager für das EU-Projekt „Marktplatz der Sprachen“. Außerdem arbeitete er als Lektor an der Universität Salzburg. Von 2002 bis 2005 leitete er die „Geschichtswerkstatt Salzkammergut“ (Bad Ischl).
Bahr war 1993 bis 1999 Vorstandsmitglied der Österr. Dramatikervereinigung und betätigt sich seit 1994 selbst als Journalist und Schriftsteller. Seit 1997 fungiert er als Herausgeber der Zeitschrift „Schnittstellen“.
Im Frühjahr 2012 widmeten ihm Freunde und geistige Weggefährten die fünfte Ausgabe der 2011 von Bahr gegründeten Zeitschrift litera[r]t.
Seit 2017 ist er Lehrer an der Bundeshandelsakademie in Vöcklabruck.
Er ist seit 2001 verheiratet mit Petra Bahr, deren Namen er mit der Eheschließung annahm. Aus der Ehe gingen zwei Kinder hervor.

## Politik
Raimund Bahr stammt aus einer politisch interessierten Familie, sein Vater war engagierter Linkssozialist. Seit seinem Studium an der Universität Wien hat Bahr sich als Studienrichtungsvertreter engagiert. 1984 nahm er an der Besetzung der Hainburger Au teil, was er in seinem Kriminalroman „Katzmeyer und der Fall Hainburg“ verarbeitete. Er organisierte die Feier zum neunzigjährigen Bestehen der Kommunistischen Partei in Wien-Meidling. Nach der Jahrtausendwende engagierte er sich für Die Grünen in Oberösterreich und gründete 2009 die Bürgerliste St. Wolfgang im Salzkammergut, die er bis zu seinem Rücktritt 2012 im Gemeinderat vertrat.
2010 unternahm er den Versuch, für das Amt des österreichischen Bundespräsidenten zu kandidieren. Das Projekt scheiterte, weil es ihm nicht gelang, die notwendigen 6000 Unterstützungserklärungen zu erhalten.

## Werke
- Selbst die Vögel fliegen nicht mehr in den Süden. Journal. Edition Art & Science, St. Wolfgang 2020.
- Gansinger kehrt heim. Roman. Edition Art & Science, St. Wolfgang 2019. ISBN 978-3-902864-94-9
- Erscheinungen. Gedichte. Edition Art & Science, St. Wolfgang 2018. ISBN 978-3-902864-86-4
- Katzmeyer und der Fall Hainburg. Kriminalroman. Federfrei, Marchtrenk 2017. ISBN 978-3-903092-72-3
- Der falsche Verdacht. Ein Salzkammergut-Krimi. Federfrei, Marchtrenk 2016. ISBN 978-3-903092-24-2
- Von der Weltfremdheit des Menschen. Franz Kafka und Günther Anders. Edition Art & Science, St. Wolfgang 2016. ISBN 978-3-902864-68-0
- Übergänge. Lyrik der Gegenwart 53. Edition Art & Science, St. Wolfgang 2015. ISBN 978-3-902864-51-2
- Annäherung. Lyrik der Gegenwart 42. Edition Art & Science, St. Wolfgang 2014. ISBN 978-3-902864-34-5
- Gebete eine Atheisten. Lyrik der Gegenwart. Band 26. Edition Art & Science, St. Wolfgang 2013. ISBN 978-3-902864-15-4
- Günther Anders: Leben und Denken im Wort. Edition Art & Science, St. Wolfgang 2010, ISBN 978-3-902157-71-3
- Das Unbehagen bleibt. Edition Art & Science, St. Wolfgang 2008
- Für Führer und Vaterland. Edition Art & Science, St. Wolfgang 2008
- Etwas in Bewegung setzen. Edition Art & Science, St. Wolfgang 2008
- Zugänge. Edition Art & Science, St. Wolfgang 2007
- Leben im Widerspruch. Edition Art & Science, St. Wolfgang 2007
- Marie Langer. Edition Art & Science, St. Wolfgang 2004
- Einander Zwei. Edition Art & Science, St. Wolfgang 2003
- Dirk Röpcke, Raimund Bahr (Hrsg.): Geheimagent der Masseneremiten: Günther Anders. Edition Art & Science. 2002.
- Marie Langer: von der „institutionellen“ zur „freien“ Psychoanalyse. Dissertation 1993.
- Peronismus 1943-1955: eine Analyse mit Hilfe der historischen Kategorien: Geschlecht, Ethnie und Klasse. Diplomarbeit 1991.